# Campeonato Mundial de Halterofilismo de 2022 - Até 67 kg masculino
A categoria até 67 kg masculino foi um evento do Campeonato Mundial de Halterofilismo de 2022, disputado em Bogotá, na Colômbia, nos dias 8 e 9 de dezembro de 2022.

## Calendário
Horário local (UTC-5)
| Dia           | Horário | Fase    |
| ------------- | ------- | ------- |
| 8 de dezembro | 14:00   | Grupo B |
| 9 de dezembro | 16:30   | Grupo A |

## Medalhistas
| Evento    | Ouro                     | Ouro   | Prata                    | Prata  | Bronze                  | Bronze |
| --------- | ------------------------ | ------ | ------------------------ | ------ | ----------------------- | ------ |
| Arranque  | Chen Lijun (CHN)         | 148 kg | Witsanu Chantri (THA)    | 144 kg | Weeraphon Wichuma (THA) | 143 kg |
| Arremesso | Yusuf Fehmi Genç (TUR)   | 182 kg | Francisco Mosquera (COL) | 182 kg | Weeraphon Wichuma (THA) | 180 kg |
| Total     | Francisco Mosquera (COL) | 325 kg | Chen Lijun (CHN)         | 324 kg | Weeraphon Wichuma (THA) | 323 kg |

## Recordes
Antes desta competição, o recorde mundial da prova era o seguinte:
| Recorde         | Tipo      | Atleta             | Peso   | Local   | Data                   |
| Recorde Mundial | Arranque  | Huang Minhao (CHN) | 155 kg | Tóquio  | 6 de julho de 2019     |
| Recorde Mundial | Arremesso | Pak Jong-ju (PRK)  | 188 kg | Pattaya | 20 de setembro de 2019 |
| Recorde Mundial | Total     | Chen Lijun (CHN)   | 339 kg | Liampó  | 21 de abril de 2019    |

## Resultado
Os resultados foram os seguintes. 
| Pos.              | Atleta                            | Grupo | Arranque (kg) | Arranque (kg) | Arranque (kg) | Arranque (kg)     | Arremesso (kg) | Arremesso (kg) | Arremesso (kg) | Arremesso (kg)    | Total |
| Pos.              | Atleta                            | Grupo | 1             | 2             | 3             | Resultado         | 1              | 2              | 3              | Resultado         | Total |
| ----------------- | --------------------------------- | ----- | ------------- | ------------- | ------------- | ----------------- | -------------- | -------------- | -------------- | ----------------- | ----- |
| Medalha de ouro   | Francisco Mosquera (COL)          | A     | 140           | 143           | 145           | 4                 | 177            | 182            | 182            | Medalha de prata  | 325   |
| Medalha de prata  | Chen Lijun (CHN)                  | A     | 145           | 148           | 150           | Medalha de ouro   | 171            | 176            | 176            | 6                 | 324   |
| Medalha de bronze | Weeraphon Wichuma (THA)           | A     | 143           | 147           | 147           | Medalha de bronze | 175            | 175            | 180            | Medalha de bronze | 323   |
| 4                 | Yusuf Fehmi Genç (TUR)            | A     | 135           | 136           | 140           | 9                 | 175            | 179            | 182            | Medalha de ouro   | 322   |
| 5                 | Jair Reyes (ECU)                  | A     | 136           | 140           | 144           | 8                 | 170            | 176            | 180            | 5                 | 316   |
| 6                 | Lee Sang-yeon (KOR)               | A     | 135           | 135           | 136           | 11                | 178            | 178            | 182            | 4                 | 314   |
| 7                 | Witsanu Chantri (THA)             | A     | 139           | 139           | 144           | Medalha de prata  | 168            | 171            | 172            | 8                 | 312   |
| 8                 | Anatoliy Savelyev (KAZ)           | A     | 135           | 140           | 145           | 7                 | 163            | 167            | 167            | 9                 | 307   |
| 9                 | Doston Yokubov (UZB)              | A     | 135           | 135           | 138           | 12                | 172            | 178            | 178            | 7                 | 307   |
| 10                | Kaan Kahriman (TUR)               | B     | 136           | 141           | 143           | 6                 | 159            | 163            | 165            | 12                | 306   |
| 11                | Bunýad Raşidow (TKM)              | B     | 140           | 140           | 142           | 5                 | 159            | 162            | 163            | 19                | 301   |
| 12                | Tojonirina Andriatsitohaina (MAD) | A     | 135           | 135           | 135           | 13                | 165            | 170            | 171            | 13                | 300   |
| 13                | Acorán Hernández (ESP)            | B     | 134           | 137           | 137           | 10                | 158            | 161            | 164            | 16                | 298   |
| 14                | Valentin Genchev (BUL)            | B     | 130           | 130           | 135           | 16                | 166            | 172            | 172            | 10                | 296   |
| 15                | Petr Petrov (CZE)                 | B     | 133           | 133           | 137           | 14                | 162            | 162            | 162            | 15                | 295   |
| 16                | Hafez Ghashghaei (IRI)            | B     | 126           | 126           | 126           | 19                | 165            | 173            | 173            | 11                | 291   |
| 17                | Ding Hongjie (CHN)                | B     | 130           | 135           | 135           | 15                | 160            | 165            | 168            | 17                | 290   |
| 18                | Dave Pacaldo (PHI)                | B     | 123           | 128           | 128           | 18                | 157            | 157            | 162            | 14                | 290   |
| 19                | Gurami Giorbelidze (GEO)          | B     | 125           | 128           | 129           | 17                | 155            | 160            | 163            | 18                | 289   |
| 20                | Elyas Al-Busaidi (OMA)            | B     | 115           | 120           | 125           | 20                | 147            | 152            | 159            | 20                | 272   |
| —                 | Adkhamjon Ergashev (UZB)          | A     | 136           | 136           | 139           | —                 | 172            | 172            | —              | —                 | —     |